# Perizoma polygrammata
Perizoma polygrammata là một loài bướm đêm trong họ Geometridae.